# Så se mig nu
|  | Denne artikel er oprettet af botten Steenthbot ud fra en ekstern database. Den kan derfor have sproglige fejl eller mangler. Denne skabelon kan fjernes efter kontrol af indholdet. |

Så se mig nu er en dansk kortfilm fra 2013 instrueret af Trine Nadia og efter manuskript af Hanne Korvig og Trine Nadia.

## Handling
Muslimske Rania er lesbisk og skal flytte sammen med sin danske kæreste. Men af angst for at miste sin far har hun holdt sin kærlighed skjult, og hun kommer i knibe, da faren vil gifte hende væk til en egyptisk mand. Hun bliver nødt til at træffe et valg.